# Russische Besetzung Beiruts
Aspindza – Nauplia – Orlow-Revolte – Çeşme – Larga – Cahul – Beirut – Patras – Kosludscha – Kertsch

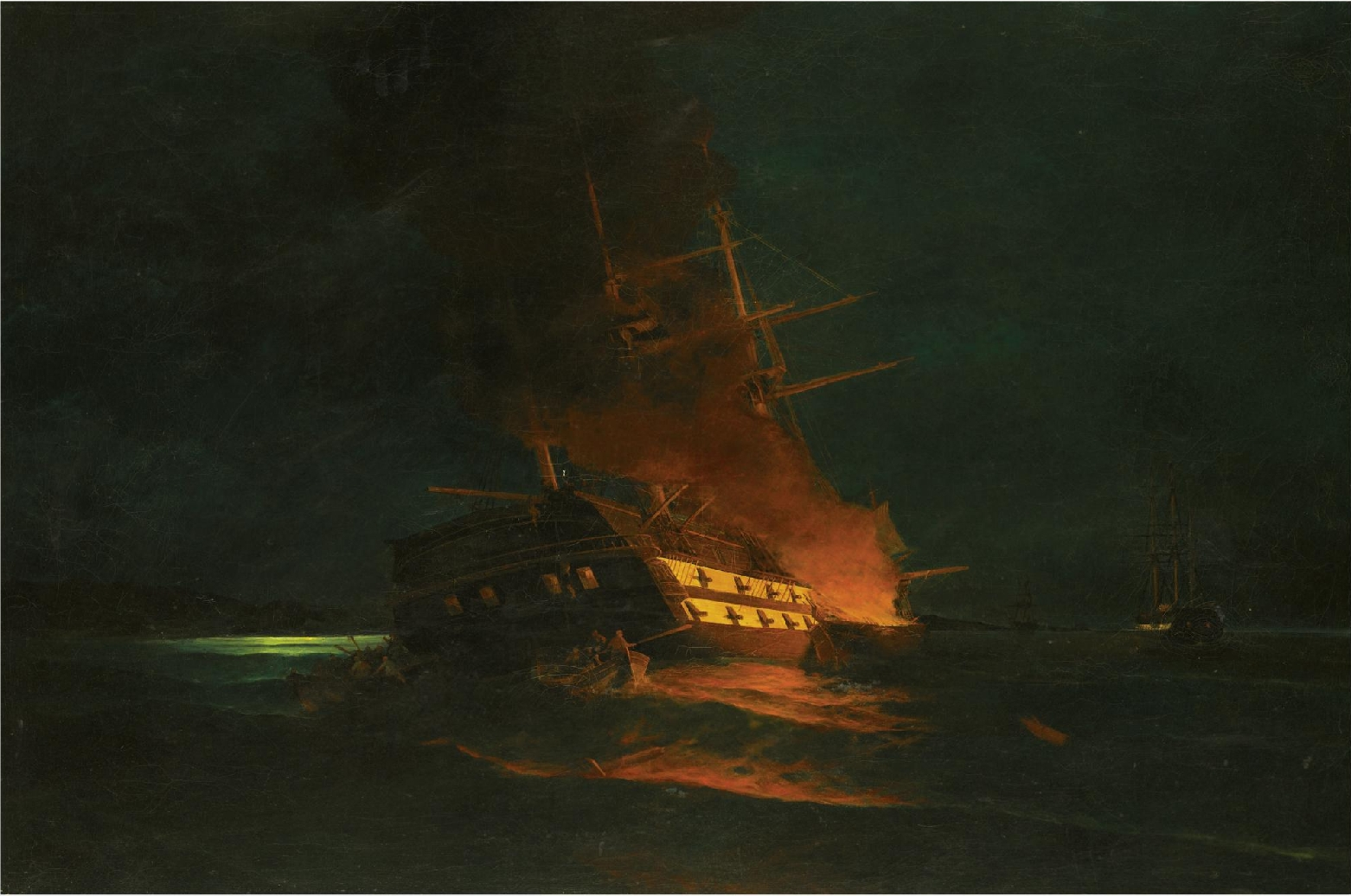
Eine türkische Fregatte steht in Flammen.

Die russischen Besetzungen Beiruts im Juni 1772 und von Oktober bis August 1773 waren Teil einer Militärexpedition in der Levante im Russisch-Türkischen Krieg (1768–1774). Dabei versuchte die russische Mittelmeerflotte unter dem Kommando von Alexei Orlow, den ägyptischen Gouverneur Ali Bey al-Kabir und mehrere lokale Stämme, die in offener Rebellion gegen das Osmanische Reich kämpften, zu unterstützen.

## Vorgeschichte
Nach anfänglichen Niederlagen des osmanischen Reiches im Kaukasus und auf dem Balkan beschloss Ali Bey al-Kabir 1771, die Unabhängigkeit der Provinz Ägypten, die ohnehin schon ein weitgehend autonomes Konglomerat aus verschiedenen Stämmen und Ethnien wie den Drusen war, zu erklären. Noch im selben Jahr entsandte er eine Streitkraft unter Muhammad Bey Abu al-Dhahab, um die osmanischen Handelsstädte in der Levante zu erobern, dabei fragte er die russische Marine um Unterstützung, welche sich bereit erklärte, ihm sechs Schiffe zur Unterstützung nach Damiette zu schicken. Noch bevor das russische Geschwader unter Generaladjutant Rizo Damiette erreichte, übernahm Ali Bey al-Kabirs ehemaliger Kommandeur Muhammad Bey Abu al-Dhahab mithilfe seiner Streitkraft die Kontrolle über Ägypten. Ali Bey al-Kabir floh in die Levante nach Haifa, wo Rizo am 3. Juni Kontakt mit ihm aufnahm. Rizo erfuhr schließlich von einem osmanischen Geschwader bei Beirut, das sich auf das Bombardement von Tyros, einer von Ali Bey al-Kabirs Streitkräften kontrollierten Stadt, vorbereitete. Am 15. Juni brach das russische Geschwader nach Beirut auf.

## Erste Besetzung

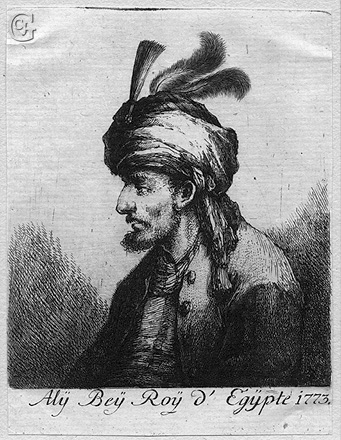
Gemälde von Ali Bey al-Kabir. Am unteren Bildrand steht Roy d’Egypte – König Ägyptens

Am 18. Juni erreichte Rizo Beirut und griff an. Am ersten Tag des Angriffs wurden mehrere osmanische Schiffe im Hafen von Beirut zerstört, was ihm erlaubte, am nächsten Tag Truppen vor Beirut zu landen. Obwohl am 20. Juni ein russisches Schiff versenkt wurde, gelang es den Landkräften, Teile der Stadt zu erobern. Am 23. Juni wurde die Stadt schließlich vollständig erobert, die russischen Streitkräfte blieben dort bis zum 28. Juni, bevor sie Kurs auf Zypern nahmen, um sich neu zu gruppieren. Nur ein kleines Kontingent blieb zurück. Nun da die Osmanen in der Region geschwächt waren, drängte Ali Bey al-Kabir darauf, Ägypten von Muhammad Bey Abu al-Dhahab zurückzuerobern. Russland hatte allerdings bereits am 20. Mai einen Waffenstillstand mit den Osmanen beschlossen, über den die russische Mittelmeerflotte erst jetzt informiert wurde, was sie in ihrer Unterstützung von Ali Bey al-Kabir stark einschränkte. Dessen Armee wurde auf dem Weg nach Kairo besiegt und Ali Bey al-Kabir starb wenige Tage später. Sein Verbündeter Dhaher al-Omar übernahm nun seine Gebiete. Beirut wurde von unabhängigen Stammesführern, welche von den Osmanen unterstützt wurden, da diese selbst zu schwach waren, um direkt einzugreifen, zurückerobert.

## Zweite Besetzung
Als 1773 nach Ende des Waffenstillstands die Russen unter dem Kommando von Michail Koschuchow in die Levante zurückkehrten, entschieden sie sich dazu, die wichtige Handels- und Versorgungsstadt Beirut erneut zu besetzen, um aus der chaotischen Situation in Ägypten und der Levante Kapital zu schlagen. Mehrere Stammesführer und Volksgruppen rangen inzwischen um die Unabhängigkeit und Kontrolle der Levante sowie Ägyptens. Von Sidon aus nahmen die 11 russischen Schiffe schließlich am 4. Juni Kurs auf Beirut, wo sie am 6. Juni eintrafen. Da die Versorgungslage der Verteidiger Beiruts unter Jazzar Pascha, aufgrund der chaotischen Umstände im Umland miserabel war, entschieden sich die Russen zu einer Blockade. Am 10. Oktober ergaben sich die Verteidiger.

## Folgen
Die Russen besetzten Beirut bis zum Ende des Krieges. Sie versuchten durch wechselseitige Unterstützung verschiedener regionaler Machthaber und Stammesführer, ihren Einfluss in Ägypten und der Levante auszudehnen.  Am 21. Juli 1774 unterzeichnete das Osmanische Reich den Frieden von Küçük Kaynarca, eine Woche danach zogen die Russen ab. Obwohl der Kriegsschauplatz im Mittelmeer oft unbeachtet bleibt, sehen manche Historiker die Situation in der Levante als den ersten tatsächlichen Vorläufer der modernen Stellvertreterkriege im Nahen und Mittleren Osten.